# Cuenca de Nansen

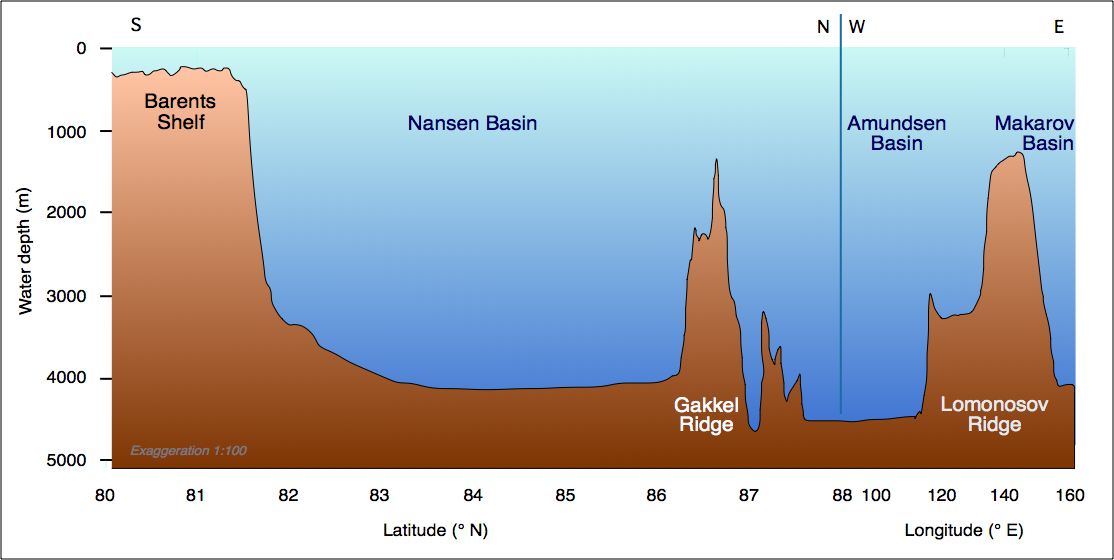
Perfil del Océano Ártico desde el Mar de Barents hacia el Polo Norte.

La cuenca de Nansen es una cuenca oceánica paralela a la dorsal de Gakkel, dentro del océano Ártico. Recibe su nombre por el explorador noruego Fridtjof Nansen. Es una de las dos partes en las que se subdivide la cuenca euroasiática; la otra es la cuenca del Fram.